# جيمس ريتشاردسون (لاعب كرة قدم)
جيمس ريتشاردسون (بالإنجليزية: James Richardson)‏ (1 يناير 1885 بغلاسكو في المملكة المتحدة - 1 أغسطس 1951) هو مدرب كرة قدم ولاعب كرة قدم بريطاني (وحمل سابقاً جنسية المملكة المتحدة لبريطانيا العظمى وأيرلندا) في مركز الهجوم. لعب مع شيفيلد وينزداي ونادي سندرلاند وهدرسفيلد تاون ورابطة كرة القدم الاسكتلندية الحادية عشر ‏ ونادي آير يونايتد.

## وصلات خارجية
- جيمس ريتشاردسون على موقع قاعدة بيانات كرة القدم.إي يو (الإنجليزية)